# أودري فيريس
أودري فيريس (بالإنجليزية: Audrey Ferris)‏ هي ممثلة أمريكية، ولدت في 30 أغسطس 1909 في الولايات المتحدة، وتوفيت بنفس المكان في 3 مايو 1990 بسبب مرض.

## وصلات خارجية
- أودري فيريس على موقع IMDb (الإنجليزية)
- أودري فيريس على موقع ديسكوغز (الإنجليزية)
- أودري فيريس على موقع قاعدة بيانات الفيلم (الإنجليزية)